# Jylland
Jylland (dán ejtés: [ˈjylanˀ]; németül: Jütland, frízül: Jutlân) félsziget Észak-Európában. Ez Dánia egyetlen része, amely nem sziget, és Németország legészakibb része is a félszigetre esik. Az Északi-tengert választja el a Balti-tengertől. Felszíne viszonylag sík, alacsony dombokkal.
A félsziget északi kétharmada Dániához tartozik: területe 29 775 km², lakossága 2 491 852 fő (2004). A legészakibb részt – neve Nørrejyske Ø – egy 1825-ös árvíz a keskeny Limfjord nyugati bejáratának megnyitásával leválasztotta a félszigetről, de ennek ellenére általában azt is Jylland részének tekintik.
A déli egyharmad ma Németország Schleswig-Holstein tartományához tartozik, ami a korábbi Schleswig és Holstein hercegségekből jött létre. A terület számtalanszor gazdát cserélt a dánok és különböző német uralkodók között. 1916-ban a félszigettől nyugatra zajlott le a világtörténelem egyik legnagyobb tengeri csatája, a jütlandi csata. Legutóbb 1920-ban Észak-Schleswig népszavazással tért vissza Dániához.
A félsziget déli határát az Elba folyó jelzi.

## „Kimbriai félsziget”
A félsziget másik, még régebben keletkezett neve a Kimbriai félsziget (latinul chersonesus cimbrica). Ez az elnevezés már az ókorban használatos volt, megtalálható már például Klaudiosz Ptolemaiosz Geographike Hyphegesis című munkájának II. fejezetében is mint Κιμβρική Χερσόνησος (kimbrikè chersónesos). E név eredete az i. e. 2. században a térségben élő kimberek germán törzsének nevéből származik. Van olyan – kisebbségi, Magyarországon nem elfogadott – földrajztudományi felfogás is, főleg a német irodalomban, ami szerint a félsziget egésze ma is Kimbriai félszigetnek nevezendő, a Jylland név pedig csak a dán határtól északra elterülő vidékre lenne érvényes.

## Városai
Jylland legnagyobb városai:
1. Kiel, Németország
2. Aarhus, Dánia
3. Lübeck, Németország
4. Aalborg, Dánia
5. Flensburg, Németország
6. Neumünster, Németország
7. Esbjerg, Dánia
8. Randers, Dánia
9. Kolding, Dánia
10. Vejle, Dánia
11. Horsens, Dánia